# Фотоплівка

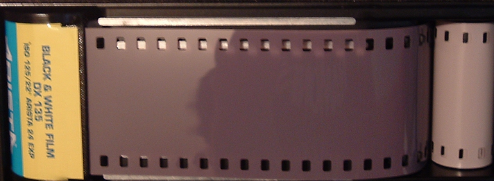
Непроявлена фотоплівка

Кольорові шари плівки: 1) Пластикова підкладка; 2) Емульсія з покриттям антивідблиску; 3) Емульсія, чутлива до червоного світла; 4) Емульсія, чутлива до зеленого світла; 5) жовтий фільтр; 6) Емульсія, чутлива до синього світла; 7) УФ-фільтр; 8) захисний шар; 9) видиме світло

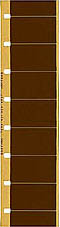
Фрагмент 16-мм плівки з кількома кадрами

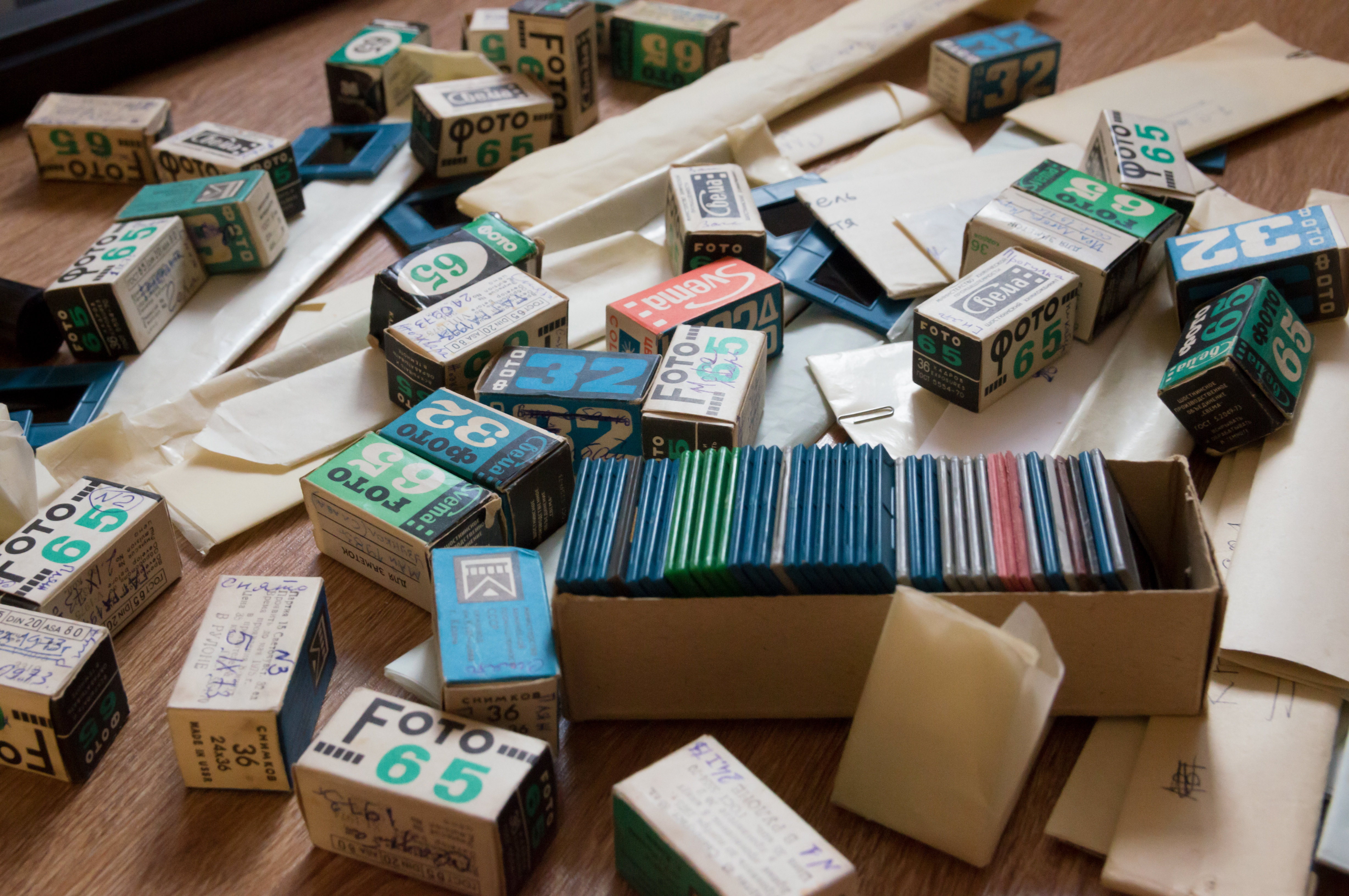
Фотоплівка Свема

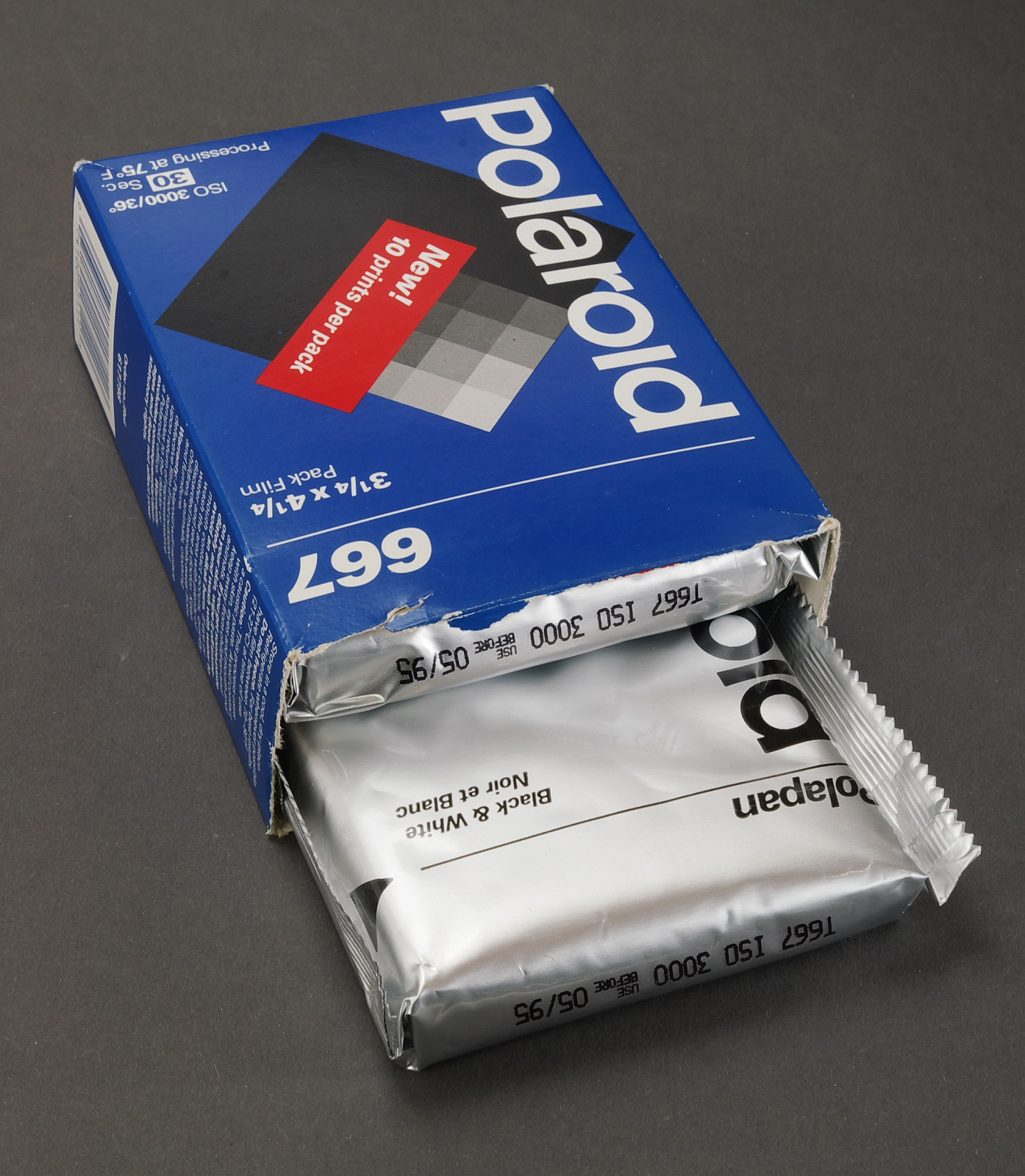
тип 667

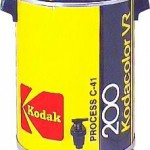
перша кольорова фотоплівка компанії kodak

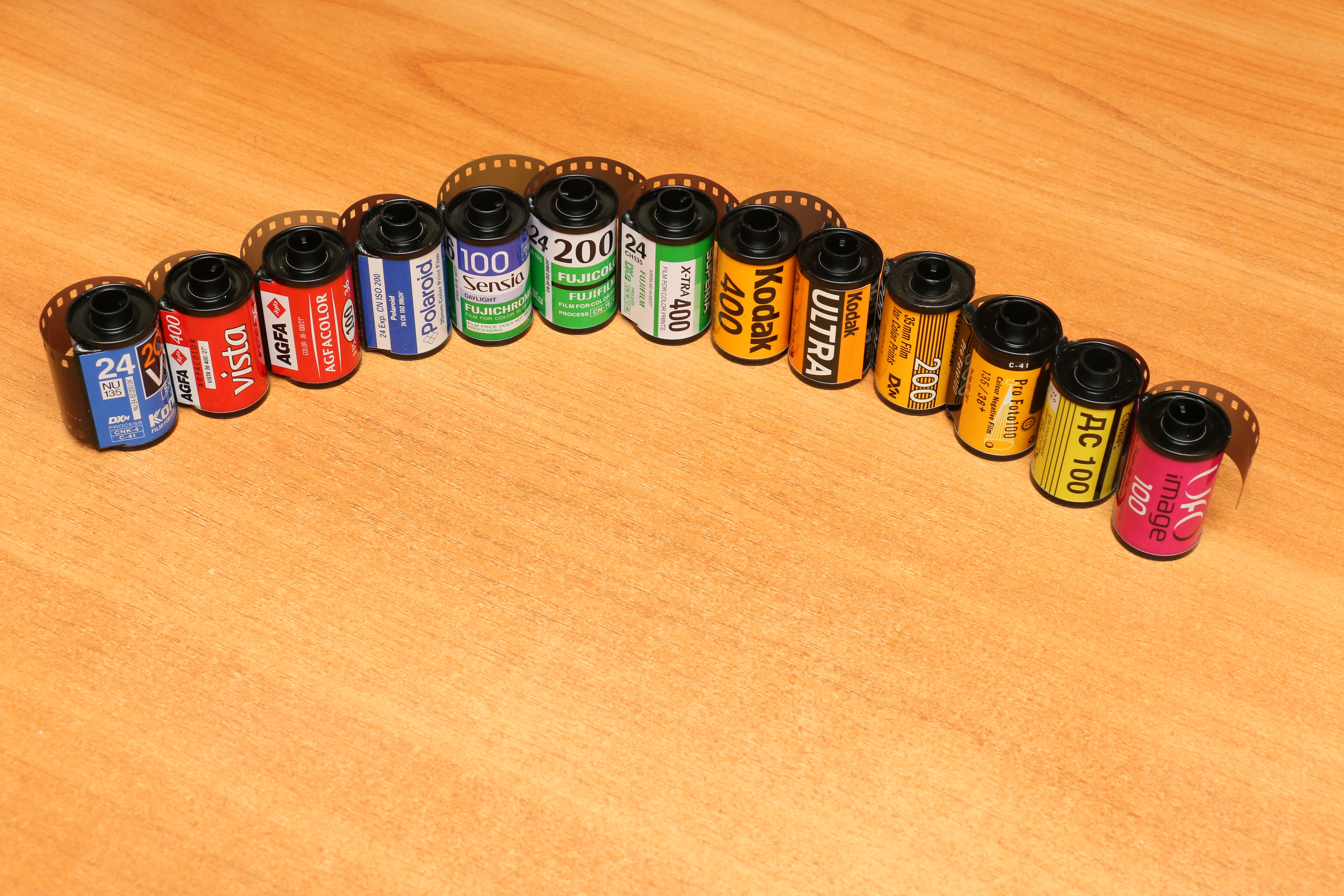
Різноманіття 35 мм фотоплівок

Фотоплі́вка — це прозора стрічка, вкрита чутливою до світла речовиною (емульсією), що використовується у фотозйомці для фіксації зображення.

## Загальна характеристика
Основа емульсії — желатин, речовина, що збільшує об'єм в воді, але не розчиняється. В желатиновій емульсії міститься бромисте срібло. Це нестійка сполука, що під впливом світла розпадається на складові елементи — бром та срібло. В процесі хімічної обробки бром виводиться з плівки, залишаючи на ній лише срібло.
Чим більше світла потрапило на плівку, тим більше срібла утворюється в емульсії під час проявлення, і тим темнішим стане ця ділянка кадру. Найтемнішими виходять найсвітліші деталі об'єкту зйомки, і навпаки. Таке «перевернуте» зображення називається негатив. Потім світло через негатив потрапляє у збільшеному вигляді на світлочутливий папір, і ми отримуємо фотознімок (позитив). Існують також слайдові плівки, на яких в результаті з'являється позитивне зображення.
Вздовж плівки зверху та знизу є два ряди квадратних отворів (перфорація) для прокручування плівки механізмом фотоапарата. Плівка знаходиться в касеті, спеціальній коробочці, з якої крізь щілину виглядає кінчик плівки. Касета запобігає засвічуванню плівки.

## Історія
У 1820-і р.р. Жозеф Нісефор Ньєпс винайшов спосіб збереження отриманого зображення в камері-обскурі. У ній падаюче світло оброблялося асфальтовим лаком (аналог бітуму) на поверхні зі скла. За допомогою асфальтового лаку зображення набувало форму і ставало видимим. Таким чином вперше в історії розвитку фотографії і всього людства картину створював не художник, а падаючі промені світла в заломлюванні. У 1835 р. англійський фізик Вільям Тальбот винайшов відбиток фотографії — негатив і за допомогою камери-обскури Ньєпса зміг з його допомогою поліпшити якості фотозображень. Після появи цього нововведення знімки стало можливим копіювати. Тальбот зробив свою першу фотографію, на якому було зображено його власне вікно з чіткими віконними ґратами. Пізніше він написав доповідь, в якій називав художнє фото світом прекрасного, так Тальбот заклав в історію фотографії один з майбутніх принципів друку фотографій. У 1861 р. фотограф з Англії Т. Сеттон винайшов перший в історії фотоапарат з єдиним дзеркальним об'єктивом. Принцип роботи цього фотоапарата полягав в наступному, на штатив закріплювався великий ящик з непроникаючою для світла кришкою зверху, але через яку була можливість вести спостереження. Об'єктив ловив фокус на склі, де за допомогою дзеркал формувалося зображення.
Першим, хто розпочав у 1889 році масове виробництво фотоматеріалів, був американець Джордж Істмен (Kodak Nr. 1). З 1888 року ця фірма називається «kodak». Інший гранд у бізнесі фотоматеріалів — німецька фірма AGFA. Також відомими виробниками є японські фірми KONICA та FUJIFILM. У 1923 р. був винайдений перший фотоапарат у якому використовується 35 мм плівка, взята з кінематографа. Це дало можливість отримувати невеликі негативи і друкувати великі зображення лише для знімків. Через 2 роки фотоапарати фірми «Leica» вийшли у масове виробництво. У 1935 р. компанія «Kodak» випустила кольорові фотоплівки «Кодакхром» в масове виробництво. Але ще тривалий час при друку їх необхідно було віддавати на доопрацювання після проявлення, де вже накладалися кольорові компоненти під час проявлення. У 1942 р. компанія «Kodak» почала випуск кольорових фотоплівок «Kodakcolor», які стали одними з популярних фотоплівок для професійних та аматорських камер наступні півстоліття. У 1963 р. переворот в друк фотографій внесли фотокамери «Polaroid», які давали можливість друкувати фотографію миттєво після отриманого знімка одним натисканням. Всього лише потрібно було почекати кілька хвилин, щоб на порожньому відбитку з'явилися контури зображень, а потім проступала цілком кольорова фотографія гарної якості. Ще наступні 30 років універсальні фотоапарати Polaroid стали займати провідні місця в історії фото, щоб поступитися епосі цифрової фотографії. У 1970-х рр.. фотоапарати стали комплектувати вбудованим експонометром, автофокусуванням, автоматичними режимами зйомки, в аматорських 35 мм камерах присутній вбудований фотоспалах. Пізніше до 80-х років фотоапарати почали забезпечуватися рідкокристалічними панелями, які показували користувачеві програмні установки і режими фотокамери. Ера цифрової техніки тільки починалася, а ера фотоплівок побачила власний кінець.

## Застосування
Професійна плівка має термін зберігання і зберігати її слід у холодильній камері звичайного домашнього холодильника. Плівка повинна знаходитися в пластиковій коробочці, і відкривати її слід не раніше, ніж через 1,5-2 години після того, як плівку дістали з холодильника. Інакше може утворитися небажаний конденсат. З часом, якість професійної плівки може погіршуватися. Тому її бажано використовувати «свіжою».
Звичайні плівки можна зберігати при кімнатній температурі. Якість такої плівки з часом довго не знижується за рахунок спеціальних домішок до емульсії.
Для прискорення прояви, підвищення чутливості плівки, застосовують активатори прояви-поліетиленгліколі, гідразин, спирти та ін.
Щоб отримати дрібнозернисті зображення в проявники додають розчинники галлоідного срібла -тіосульфату і тіоцінати лужних металів у концентраціях від 0.5-5граммлітр і більше.
Для прояву в підвищеній температурі в проявник додають дубителів і речовини, що зменшують набухання фотографічного шару: алюмокалієвий галун, сірчанокислий натрій, етиловий спирт і інші. Для видалення кальцієвої сітки в розчин проявника вводять водопом'якчувачі — трилон Б, гексаметофосфат натрію.

## Проявка
Універсальні, або нормальні проявники дають нормальний контраст з хорошою градацією тонів і опрацюванням деталей у різних експонованих ділянках зображення. Мають високу відновно-окисну і кислотно-основну буферність, стабільні в роботі: рН = 10-10,5. За швидкістю проявки універсальні для прояву відносяться до нормальних, час проявки в них становить 4 — 10 хвилин при t = 20 °C.
При необхідності оперативної проявки використовують швидку проявку. Одержуване в них зображення за своїми фотографічними характеристиками не поступається зображенню, проявленій в універсальних проявника. Швидкі проявники-активні, концентровані, мають лужну реакцію рН = 11,5-13. Тривалість проявки при температурі 20-45С становить від 40 до 120 секунд. Щоб уникнути виникнення вуалі при проявці, в швидкісних проявниках вводять активні проявляючі речовини (бензотріазол, фенілмерптетразол та ін.) Необхідно також пам'ятати що під час проявки при високій температурі необхідно сильне затвердіння. Ці проявники характеризуються дуже високим контрастом зображення.

## Фірмові плівки
Сьогодні в Україні є великий вибір фотоплівок багатьох виробників. Насправді, усі фотоплівки у світі виробляються на заводах лише декількох всесвітньо відомих виробників. Усі інші — лише пакують плівки, вироблені цими фірмами у свої касети та коробочки вже під власними фірмовими назвами. Такі плівки продаються дешевше, ніж фірмові, хоча всередині, як правило, фотоплівка, виготовлена одним з всесвітньо відомих виробників. Правда, іноді це може бути плівка, виготовлена за застарілими технологіями. Лише фотоплівки виробництва kodak та ORWO не продаються під іншими торговими марками.

## Мікроплівка
Мікроплівка — фотографічний чорно-білий матеріал для мікрофільмування креслень, графічної документації, відрізняється високою роздільною здатністю, великим коефіцієнтом контрастності. Зйомка на мікроплівку, читання мікрофільмів, дублювання здійснюється на мікрофільмуючих апаратах.